# Le Japon et les Japonais

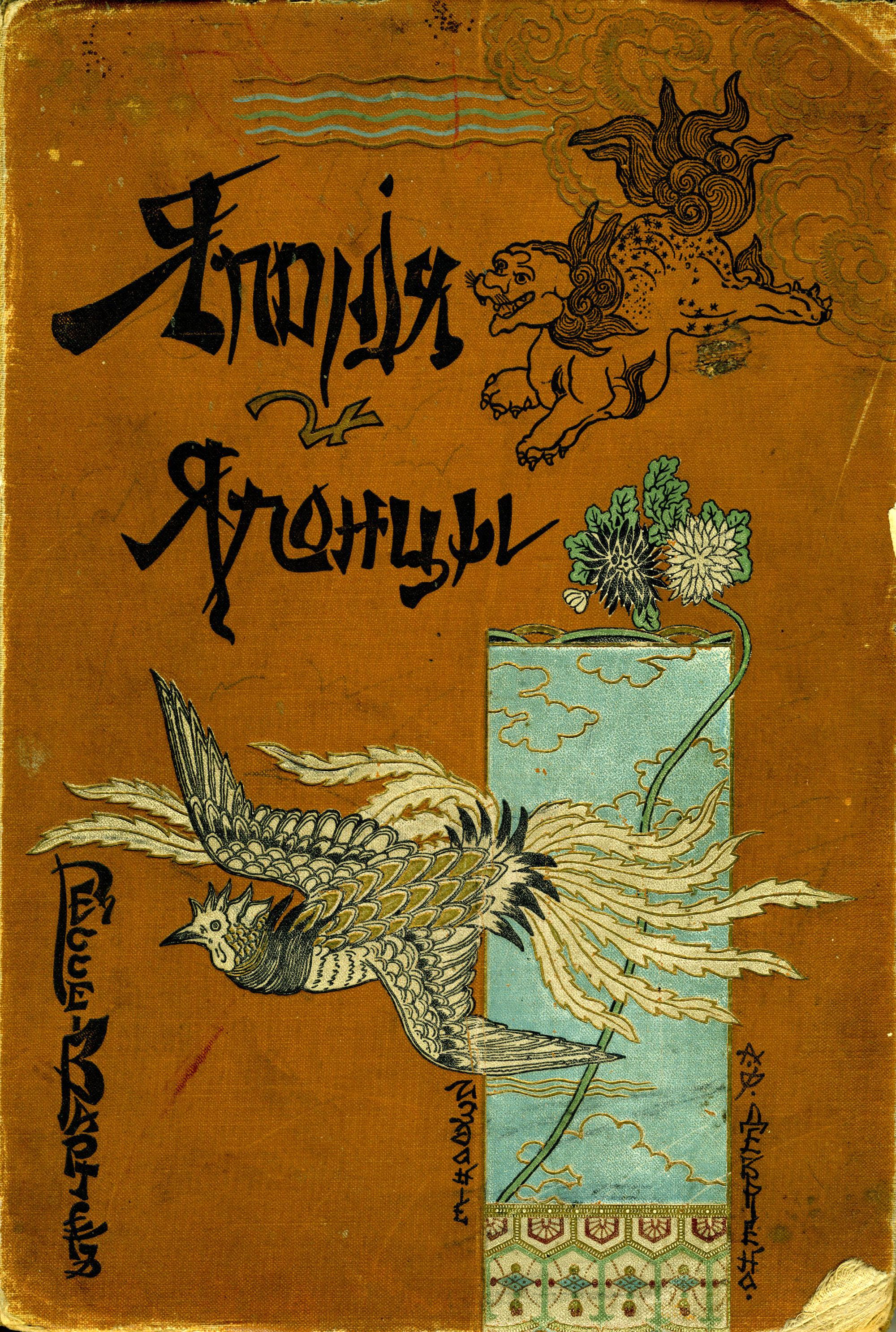
La couverture, avec du cyrillique orientalisé.

Le Japon et les Japonais. La vie, les mœurs et les coutumes du Japon moderne (en russe : Япония и японцы. Жизнь, нравы и обычаи современной Японии) est le titre d'un livre russe publié en 1902, traduction d'un ouvrage de l'écrivain et voyageur autrichien Ernst von Hesse-Wartegg.

## Quelques illustrations

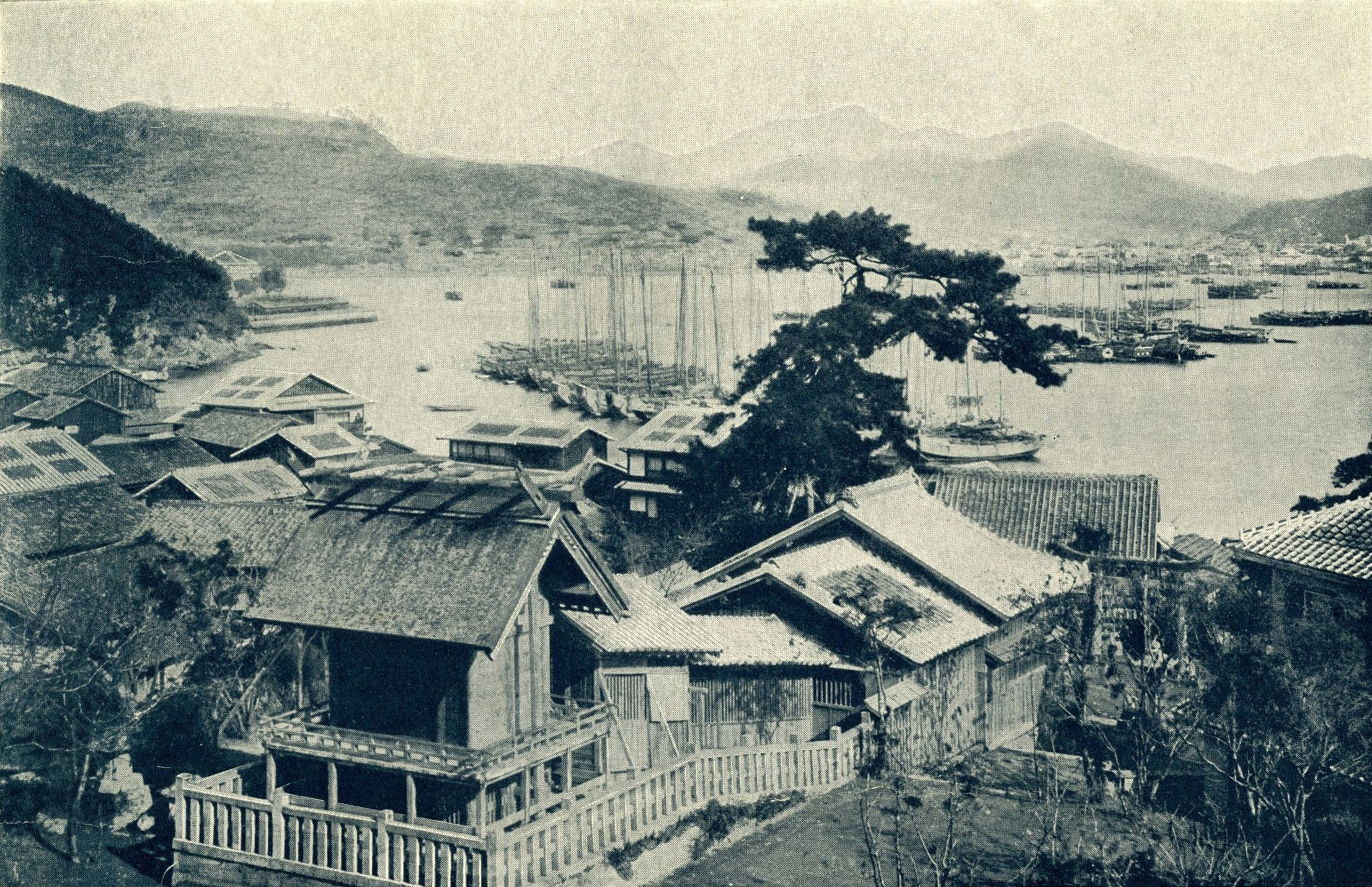
La baie de Nagasaki.
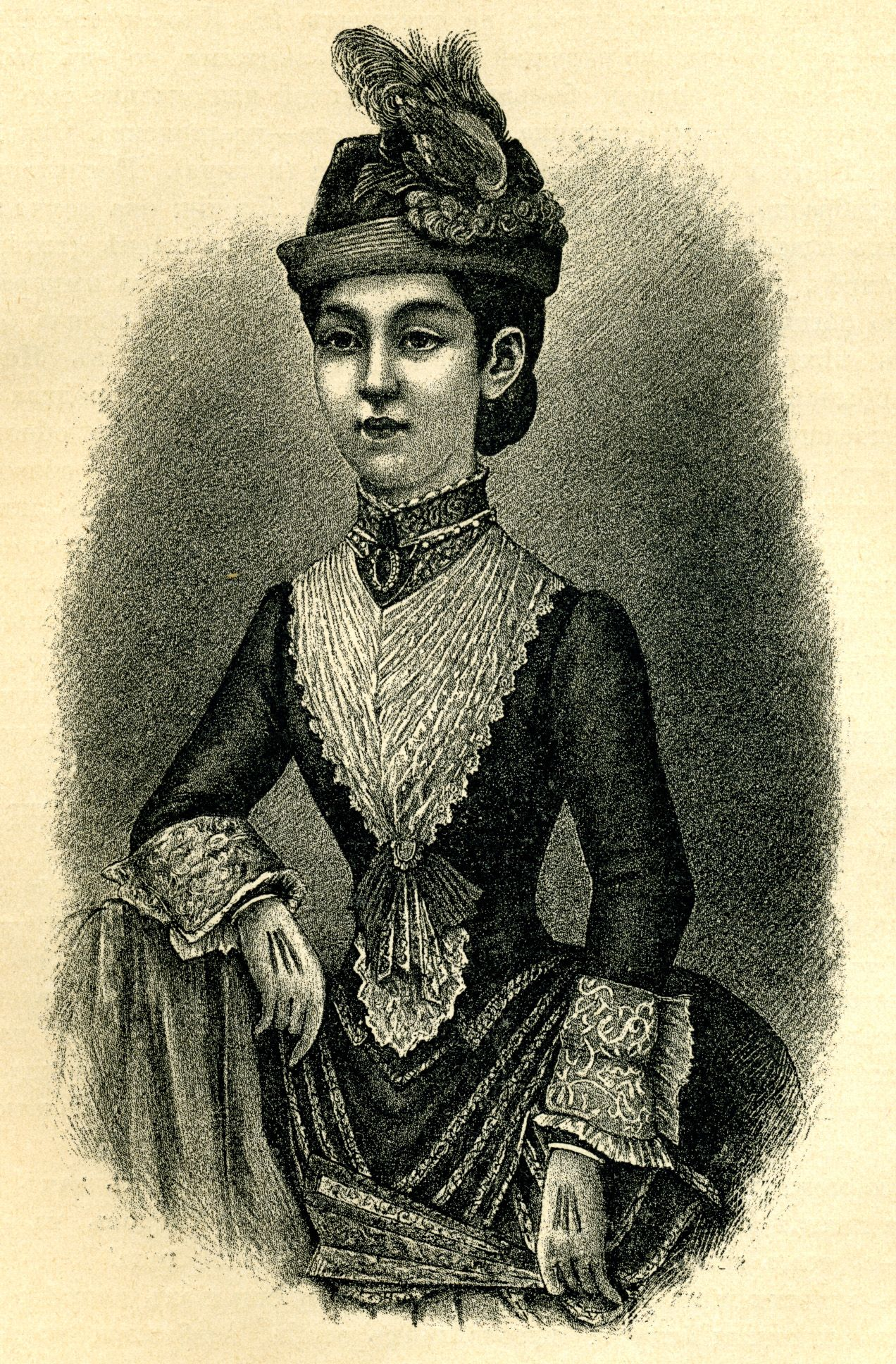
L'impératrice Shōken.
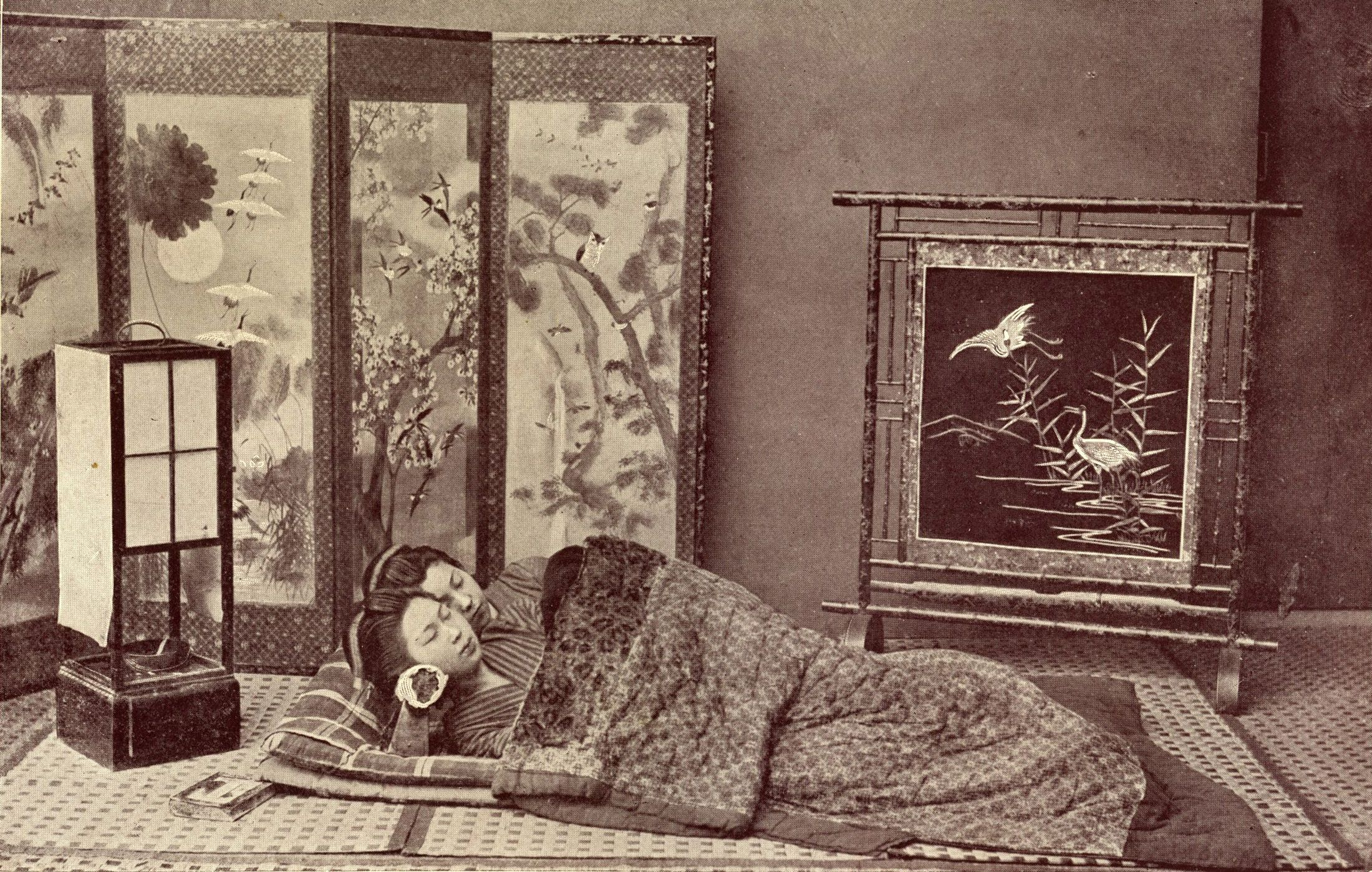
Des dormeuses.
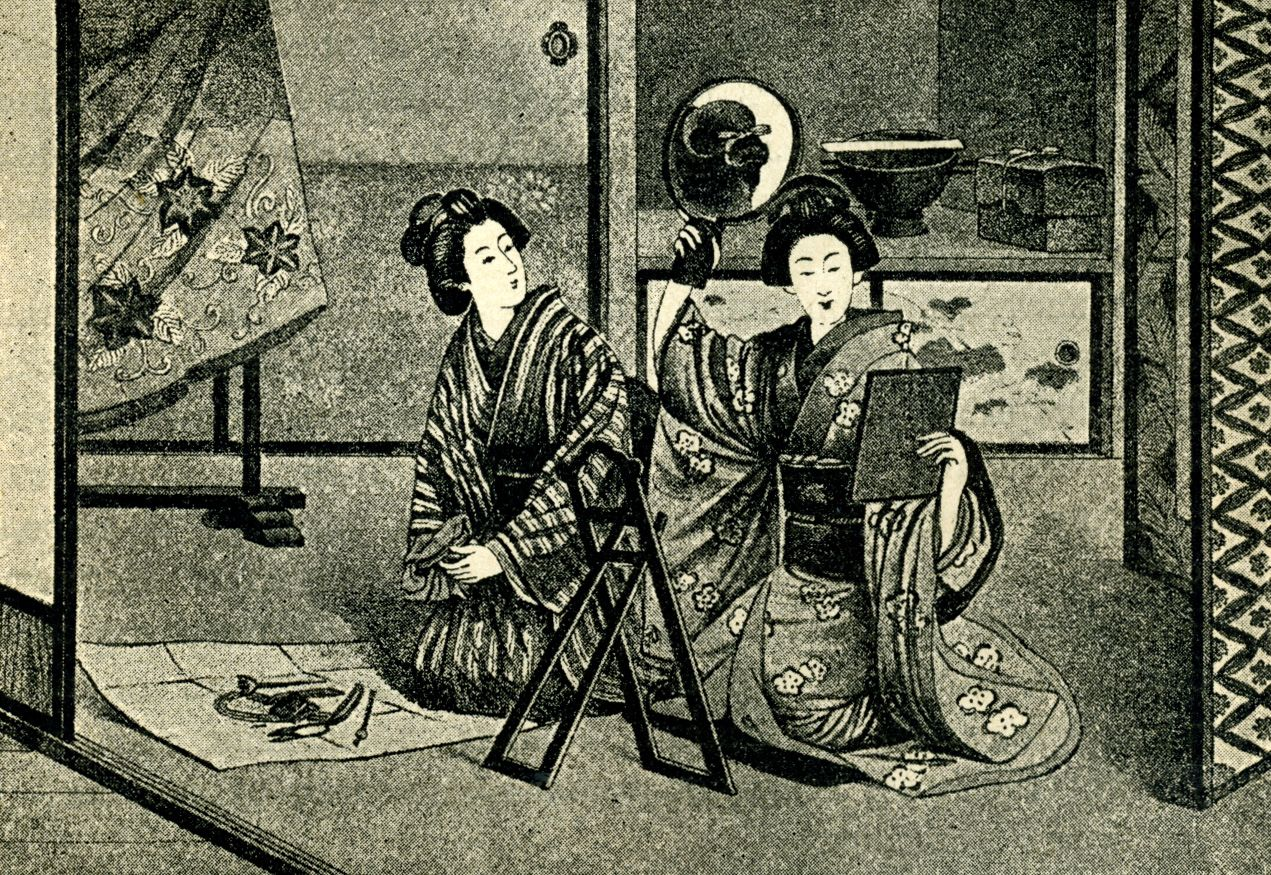
La toilette.
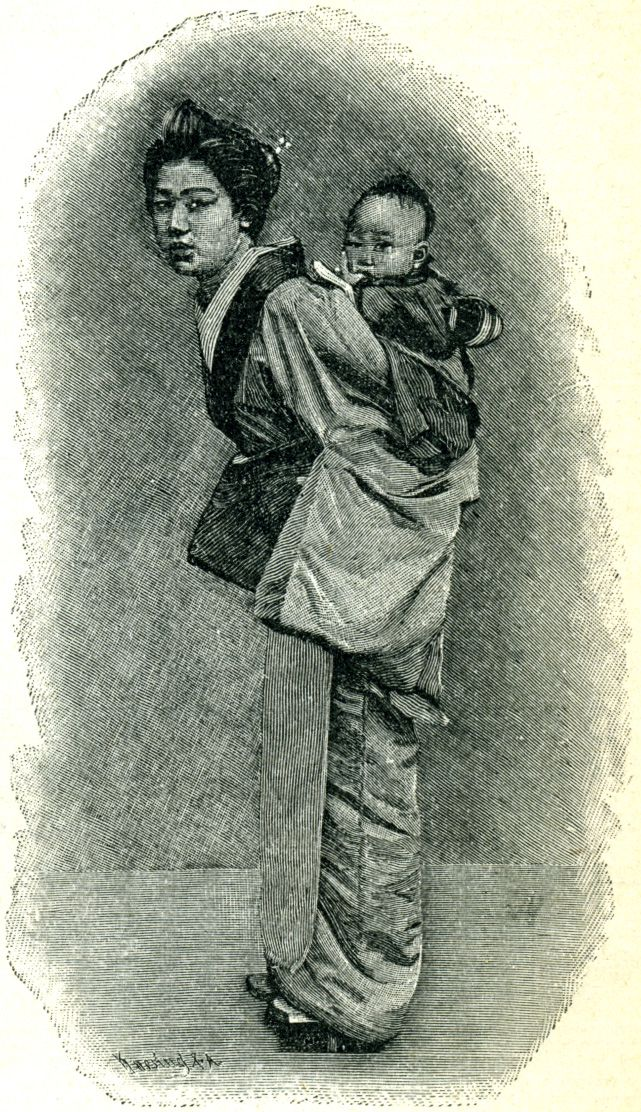
Une mère et son enfant.
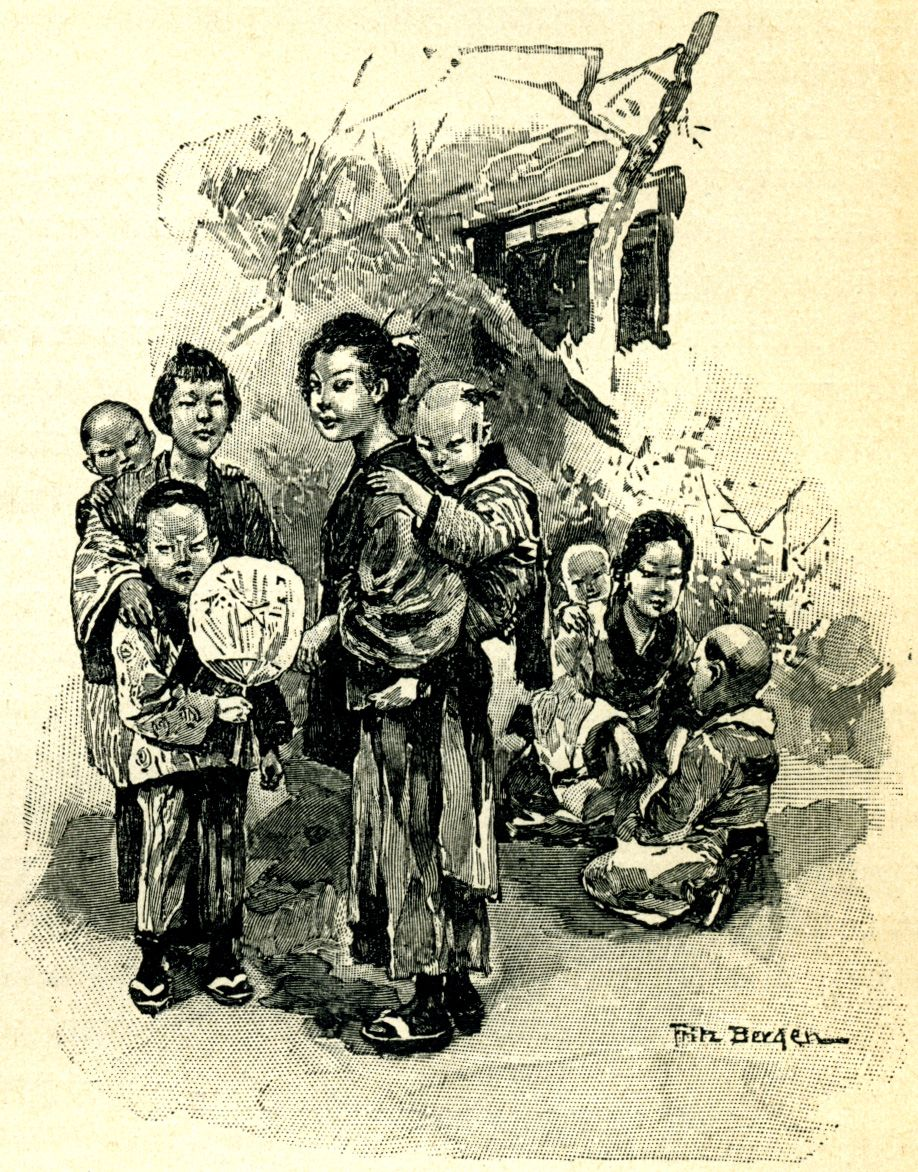
Dessin de Fritz Bergen (de).
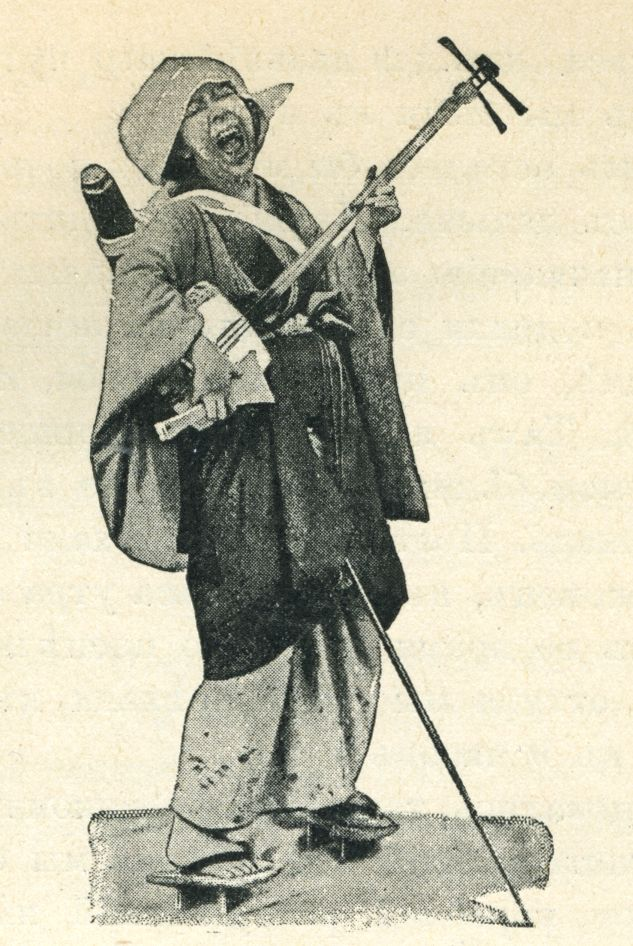
Joueur de shamisen.
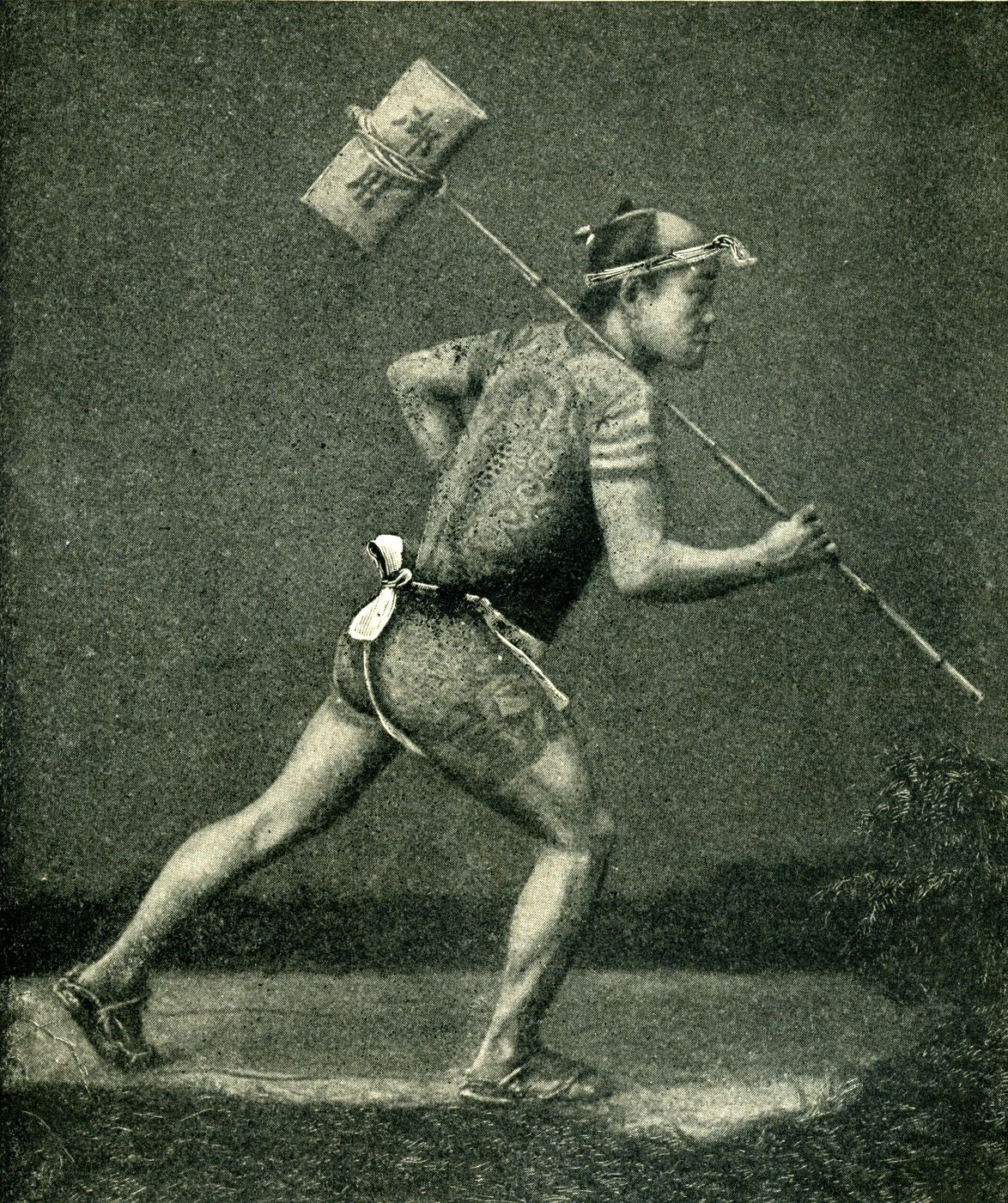
Un facteur.
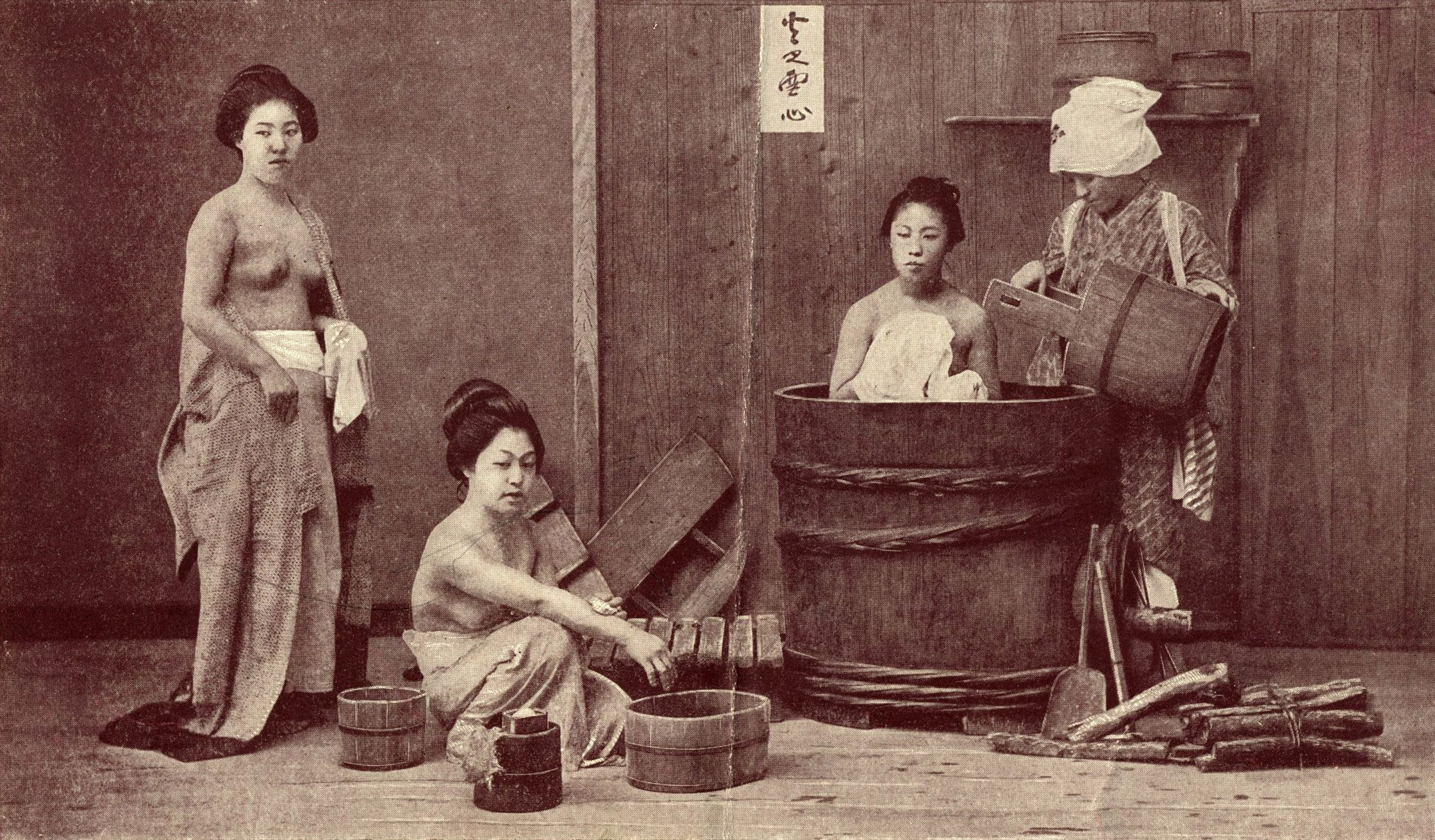
Femmes se baignant.